# Orden (teoría de anillos)
En matemáticas, más precisamente en el campo de la teoría de los anillos, el orden es un subanillo {\displaystyle {\mathcal {O}}} de un anillo {\displaystyle A}, de manera que
1. {\displaystyle A} es un anillo el cual es un álgebra de dimensión finita sobre el campo de los números racionales {\displaystyle \mathbb {Q} }
2. {\displaystyle {\mathcal {O}}} engendra {\displaystyle A} sobre {\displaystyle \mathbb {Q} }, para que {\displaystyle \mathbb {Q} {\mathcal {O}}=A}, y
3. {\displaystyle {\mathcal {O}}} es un retículo {\displaystyle Z} en {\displaystyle A} (es decir, un ℤ-submódulo de tipo finito sin torsión).

Las últimas dos condiciones pueden explicarse en términos más informales: aditivamente, {\displaystyle {\mathcal {O}}} es un grupo abeliano libre generado por una base para {\displaystyle A} sobre {\displaystyle \mathbb {Q} }.
Más generalmente, para {\displaystyle R}, un dominio integral contenido en un campo {\displaystyle K}, definimos {\displaystyle {\mathcal {O}}} para ser de {\displaystyle R}-orden en una {\displaystyle K}-álgebra {\displaystyle A} si esta es un subanillo de {\displaystyle A}, la cual es una {\displaystyle R}-red completa.
Cuando {\displaystyle A} no es un anillo conmutativo, la idea del orden sigue siendo importante, pero los fenómenos son diferentes. Por ejemplo, los cuaterniones de Hurwitz forman un orden máximo en los cuaterniones con coordenadas racionales; no son cuaterniones con coordenadas enteros. Los órdenes máximos existen, en general, pero se necesita que no sean únicos: en general no hay un orden más grande, sino un número de órdenes máximos. Una clase importante de ejemplos son los grupos de anillos integrales.
Algunos ejemplos son:
- Si {\displaystyle A} es la matriz del anillo {\displaystyle M_{n}(K)} sobre {\displaystyle K}, entonces la matriz del anillo {\displaystyle M_{n}(R)} sobre {\displaystyle R} es de {\displaystyle R}-orden en {\displaystyle A}.
- Si {\displaystyle R} es un dominio integral y {\displaystyle L} una extensión separable finita de {\displaystyle K}, entonces el cierra integral {\displaystyle S} de {\displaystyle R} en {\displaystyle L} es de {\displaystyle R}-orden en {\displaystyle L}.
- Si {\displaystyle a} en {\displaystyle A} es un elemento integral sobre {\displaystyle R}, entonces el anillo de polinomios {\displaystyle R[a]} es de {\displaystyle R}-orden en el álgebra {\displaystyle K[a]}.
- Si {\displaystyle A} es el grupo del anillo {\displaystyle K[G]} de un grupo finito {\displaystyle G}, entonces {\displaystyle R[G]} es de {\displaystyle R}-orden en {\displaystyle K[G]}.

Una propiedad fundamental de los {\displaystyle R}-órdenes es que cada elemento de un {\displaystyle R}-orden es integral sobre {\displaystyle R}.
Si el cierre integral {\displaystyle S} de {\displaystyle R} en {\displaystyle A} es un {\displaystyle R}-orden, entonces este resultado muestra que {\displaystyle S} es el {\displaystyle R}-orden máximo en {\displaystyle A}. Sin embargo, este no es siempre el caso: en realidad, {\displaystyle S} ni siquiera necesita ser un anillo, e incluso si lo es (por ejemplo, cuando {\displaystyle A} es conmutativo), entonces {\displaystyle S} no necesita ser una {\displaystyle R}-red.

## Teoría de números algebraicos
El ejemplo principal es el caso donde {\displaystyle A} es un cuerpo de números algebraicos {\displaystyle K} y {\displaystyle {\mathcal {O}}} es su anillo de enteros. En la teoría de números algebraicos hay ejemplos para cualquier {\displaystyle K} esté o no en el campo racional de los subanillos del anillo de enteros apropiado que también son órdenes. Por ejemplo, en la extensión de campo {\displaystyle A=Q(i)} de racionales gaussianos sobre {\displaystyle Q}, el cierre integral de {\displaystyle Z} es el anillo de enteros gaussianos {\displaystyle Z[i]}, y así, es el {\displaystyle Z}-orden máximo único: todos los demás órdenes en {\displaystyle A} están contenidos en él, por ejemplo, podemos tomar el subanillo de
{\displaystyle a+bi,}
para donde {\displaystyle b} es un número par.
La teoría del orden máximo también puede ser examinada a campo local. Esta técnica es aplicada en la teoría de números algebraicos y la teoría de representación modular.